# Kongasso
La sous-préfecture de Kongasso est située dans la région du Béré au Centre Nord de la Côte d’Ivoire. Cette région du Béré est limitée au Nord par les régions de la Bagoué et du Poro, au Sud par les régions du Gbêkê, de la Marahoué et du Haut Sassandra, à l’Est par la région du Hambol et à l’Ouest par la région du Worodougou. La région du Béré a une population estimée à 150 759 habitants (RGPH 2014), avec une superficie de 13 293 km2 et un réseau routier de 4 367 km. Elle compte trois (03) départements : Mankono (chef-lieu) ; Dianra et Kounahiri où se situe la Sous-préfecture de Kongasso.
La ville de Kongasso est à 30 kilomètres de son chef-lieu de région Mankono (au Nord) ; 30 kilomètres de son département Kounahiri (à l’Est), 70 kilomètres de Séguéla (à l’Ouest) et 48 kilomètres de celle de Zuénoula au Sud.
Créée par Décret No 75-773 du 29 octobre 1975, la Sous-Préfecture de Kongasso sera érigée en Commune par Décret No 95-942 du 13 décembre 1995.Mais le premier Sous Préfet Mr IRIGALÉ DAHO JEANNOT fut installé en 1977. Elle dispose de quelques infrastructures (centres de santé, établissements primaires, un collège, deux boulangeries,une station essence...). Les langues autochtones principalement parlées sont le Sia, le Mona, le Gouro, ainsi que d’autres langues allogènes (Sénoufo, Baoulé).
L’économie de la sous-préfecture de Kongasso repose essentiellement sur une intense activité agro-pastorale. Pour ce qui concerne l’agriculture, on y trouve les cultures vivrières (le riz, l’igname, le maïs, la banane plantain…) destinées à la consommation et une culture d’exportation essentiellement dominée par la production de l’anacarde et du coton dont les producteurs sont majoritairement analphabètes. La production animale, est quant à elle dominée par un élevage de subsistance (Bovins, Ovins, Caprins, Volailles, Bovins sélectionnés…).  La pêche artisanale y est pratiquée dans les fleuves et autres points d’eau naturels.
La Sous-Préfecture de Kongasso regorge d’un atout culturel historique à travers ses masques : Flali, Djodjan,Djoni et Doh, Kroubi, Sadjo… On peut ajouter à ce registre, des œuvres artisanales qui sont des activités manuelles qui utilisent des ressources naturelles du terroir comme le bois, l’argile, le fer. Ces différentes activités ont traversé les générations et, ce savoir/savoir-faire se transmet dans le temps suivant les familles ou castes (Agriculteurs, tisserands, forgerons, sculpteurs).